# روی ساندرز
روی ساندرز (انگلیسی: Roy Saunders; ۴ سپتامبر ۱۹۳۰ – ۲۹ ژانویهٔ ۲۰۰۹) بازیکن فوتبال اهل انگلستان بود. وی پدر بازیکن فوتبال دین ساندرز بود.
از باشگاه‌هایی که در آن بازی کرده‌است می‌توان به باشگاه فوتبال سوانزی سیتی و باشگاه فوتبال لیورپول اشاره کرد.
وی همچنین در تیم ملی فوتبال جوانان انگلستان بازی کرده‌است.